# Bérus
Bérus és un municipi francès situat al departament del Sarthe i a la regió de País del Loira. L'any 2007 tenia 414 habitants.

## Demografia

### Població
El 2007 la població de fet de Bérus era de 414 persones. Hi havia 158 famílies de les quals 16 eren unipersonals (4 homes vivint sols i 12 dones vivint soles), 67 parelles sense fills, 67 parelles amb fills i 8 famílies monoparentals amb fills.
La població ha evolucionat segons el següent gràfic:
Habitants censats

### Habitatges
El 2007 hi havia 173 habitatges, 160 eren l'habitatge principal de la família, 10 eren segones residències i 3 estaven desocupats. Tots els 172 habitatges eren cases. Dels 160 habitatges principals, 142 estaven ocupats pels seus propietaris, 17 estaven llogats i ocupats pels llogaters i 1 estava cedit a títol gratuït; 2 tenien dues cambres, 11 en tenien tres, 34 en tenien quatre i 113 en tenien cinc o més. 141 habitatges disposaven pel capbaix d'una plaça de pàrquing. A 46 habitatges hi havia un automòbil i a 108 n'hi havia dos o més.

### Piràmide de població
La piràmide de població per edats i sexe el 2009 era:
| Homes | Edats   | Dones |
| ----- | ------- | ----- |
| 0     | 95 o +  | 0     |
| 0     | 90 a 94 | 0     |
| 4     | 85 a 89 | 0     |
| 0     | 80 a 84 | 0     |
| 4     | 75 a 79 | 12    |
| 0     | 70 a 74 | 0     |
| 0     | 65 a 69 | 0     |
| 16    | 60 a 64 | 8     |
| 16    | 55 a 59 | 20    |
| 12    | 50 a 54 | 4     |
| 12    | 45 a 49 | 20    |
| 28    | 40 a 44 | 28    |
| 12    | 35 a 39 | 12    |
| 8     | 30 a 34 | 12    |
| 8     | 25 a 29 | 8     |
| 4     | 20 a 24 | 8     |
| 36    | 15 a 19 | 12    |
| 36    | 10 a 14 | 24    |
| 4     | 5 a 9   | 24    |
| 4     | 0 a 4   | 12    |

## Economia
El 2007 la població en edat de treballar era de 282 persones, 197 eren actives i 85 eren inactives. De les 197 persones actives 186 estaven ocupades (102 homes i 84 dones) i 12 estaven aturades (5 homes i 7 dones). De les 85 persones inactives 54 estaven jubilades, 19 estaven estudiant i 12 estaven classificades com a «altres inactius».

### Ingressos
El 2009 a Bérus hi havia 163 unitats fiscals que integraven 450 persones, la mediana anual d'ingressos fiscals per persona era de 19.888 €.

### Activitats econòmiques
Dels 20 establiments que hi havia el 2007, 2 eren d'empreses de fabricació d'elements pel transport, 4 d'empreses de fabricació d'altres productes industrials, 4 d'empreses de construcció, 5 d'empreses de comerç i reparació d'automòbils, 1 d'una empresa de transport, 1 d'una empresa d'hostatgeria i restauració, 1 d'una empresa de serveis, 1 d'una entitat de l'administració pública i 1 d'una empresa classificada com a «altres activitats de serveis».
Dels 7 establiments de servei als particulars que hi havia el 2009, 1 era un taller de reparació d'automòbils i de material agrícola, 2 fusteries, 1 lampisteria, 1 empresa de construcció, 1 perruqueria i 1 restaurant.
L'únic establiment comercial que hi havia el 2009 era una carnisseria.
L'any 2000 a Bérus hi havia 12 explotacions agrícoles que ocupaven un total de 658 hectàrees.

## Equipaments sanitaris i escolars
L'únic equipament sanitari que hi havia el 2009 era una ambulància.

## Poblacions més properes
El següent diagrama mostra les poblacions més properes.